# Heinrich Arnold (Kristallograph)
Heinrich Arnold (* 21. Oktober 1930 in Budapest; † 9. Oktober 2020) war ein deutscher Kristallograph, der an der RWTH Aachen lehrte und forschte.
Arnold schloss 1958 sein Physikstudium an der Universität Marburg mit der Diplomarbeit Die Kristallisation von Terylen im Kleinwinkeldiagramm ab. Im Anschluss an sein Studium arbeitete er am Max-Planck-Institut für Silikatforschung in Würzburg. In dieser Zeit fertigte er seine Dissertation Struktur und Fehlordnung bei der α-ß Umwandlung von Quarz an, mit der er 1964 an der Universität Würzburg promoviert wurde. Im gleichen Jahr holte ihn Theo Hahn als Assistent an das neugegründete Institut für Kristallographie an der RWTH Aachen. Nach einem Aufenthalt am Georgia Institute of Technology in Atlanta 1967–1968 kehrte er nach Aachen zurück, wo er die Stelle eines Oberingenieurs und ab 1976 eines Dozenten erhielt. Die Habilitation erfolgte 1976 mit der Arbeit Displazive Phasenumwandlung, Gitterdynamik und Röntgenbeugung. Am 4. Februar 1982 erfolgte die Berufung zum apl. Professor in Aachen, wo er bis zu seiner Pensionierung 1995 lehrte.
Schwerpunkte von Arnolds Forschungsarbeiten waren die Phasenübergänge von Mineralen bei verschiedenen Druck- und Temperaturbedingungen. Hierzu führte er Experimente mit der Röntgenbeugung, später auch mit Neutronenbeugung an Mineralpulvern durch. Beteiligt war er am Aufbau des Hochtemperatur-Pulverdiffraktometers für Synchrotronstrahlung am DESY in Hamburg sowie am Neutronendiffraktometer der Kernforschungsanlage Jülich. 
Im Auftrag der International Union of Crystallography erarbeitete er 1972 gemeinsam mit Theo Hahn Teile der zweiten Ausgabe der International Tables for Crystallography, in denen die physikalischen und chemischen Parameter der Minerale aufgelistet sind.